# Gabriel François Venel
Pour les articles homonymes, voir Venel.
Gabriel François Venel est un médecin, pharmacien et chimiste français, né le 23 août 1723 à Tourbes (Languedoc) et mort le 29 octobre 1775 à Pézenas (Languedoc).

## Biographie
Élève de Rouelle l’aîné, le professeur de Antoine Lavoisier, Gabriel François Venel devient professeur de médecine à Montpellier, et il enseigne également la pharmacie et la chimie. Il est membre de la Société royale des sciences de Montpellier à partir de 1768.
Inspecteur général des Eaux minérales, il a analysé, avec Pierre Bayen, toutes les eaux minérales de France.
Il collabore à l’Encyclopédie de Diderot, pour laquelle il a rédigé 673 articles, surtout à partir du troisième tome pour tout ce qui concerne la chimie, la pharmacie, la physiologie et la médecine.
Un de ses articles les plus célèbres, « Menstrues », évoque un sujet relativement tabou pour l’époque. Il profite de l’occasion pour s’en prendre à certaines croyances populaires et à des rumeurs qui ont la peau dure, en proposant une liste d’exemples représentatifs : « Le sang des règles gâte les parties des hommes par un simple contact, l’haleine d’une femme qui a ses règles laisse une tache sur l’ivoire ou sur un miroir, un peu de sang menstruel brûle la plante sur laquelle elle tombe et la rend stérile. […] Si une femme grosse touche de ce sang elle se blesse ; si un chien en goûte, il tombe dans l’épilepsie, & devient enragé. Tout cela, ainsi que plusieurs autres fables de même espèce, rapportées par de graves auteurs, est trop ridicule pour avoir besoin d’être réfuté… »
Selon Venel, l’estomac est un laboratoire de chimie que la nature a fourni à l’homme. On doit « se représenter la digestion comme une vraie opération chimique, ou plutôt comme un procédé ou une suite d'opérations chimiques » (Enc., V, 1001b, « Digestion »).
Dans l’article « Chimie » de la grande Encyclopédie, Venel, écrit : « Il est clair que la révolution qui placerait la chimie dans le rang qu’elle mérite, qui la mettrait au moins à côté de la physique calculée, que cette révolution, dis-je, ne peut être opérée que par un chimiste habile, enthousiaste et hardi, qui, se trouvant dans une position favorable, et profitant habilement de quelques circonstances heureuses, saurait réveiller l’attention des savants, d’abord par une ostentation bruyante, par un ton décidé et affirmatif, et ensuite par des raisons, si ses premières armes avaient entamé le préjugé ». (Paris, 1753, t. III, p. 409).
Il a écrit un essai sur l’analyse des végétaux, qui fut imprimé dans le deuxième volume de Recueil des savants étrangers (1752). En 1775, il a écrit Instructions sur l’usage de la houille, plus connue sous le nom impropre de charbon de terre. Il est en outre l’auteur, en 1796, de l’Encyclopédie méthodique de chimie.

## Sources
- Louis Dulieu, Gabriel-François Venel. In : Bulletin de l'Académie des Sciences et Lettres de Montpellier, nouvelle série, III, 1972, p. 123-135.
- Christine Lecornu Lehman, Gabriel François Venel : sa place dans la chimie française du XVIIIe siècle, ANRT, 2006, 702 p..
- « Éloge de Monsieur Venel, prononcé à l'Académie de Montpellier », Observations et Mémoires sur la Physique, tome X, juillet 1777, p. 3-14.
- Antoine Jacques Louis Jourdan, Dictionnaire des sciences médicales : biographie médicale, vol. 7. Paris, C.L.F. Panckoucke, 1825. p. 407-411.
- Jacques Proust, L'encyclopédisme dans le Bas-Languedoc au XVIIIe siècle, Montpellier, 1968